# 環棋
環棋（Rin），是由Zhen Wang在2010年推出的棋類。

## 棋具
- 採用16*16縱橫線交叉的棋盤，共256個棋點。棋子用黑白圍棋。

## 棋規
- 黑先白後，行棋時黑方第一手先放一枚於任一空棋點，之後兩方皆放兩枚。不可放棄。

- 放子後，造成空棋點或是敵方棋塊縱橫四方皆被包圍，則立刻移除該些棋子，並填滿己方棋子。

- 棋盤滿子時，棋數多者勝，相等則平手[1]。

白子放在C、H點，使F、G、H點被填滿，兩枚黑子被提。 

## 外部連結
- 遊戲介紹 （页面存档备份，存于）
- 遊戲下載 （页面存档备份，存于）